# Insediamento talaiotico di Na Nova
L'Insediamento talaiotico di Na Nova (anche chiamato Son Amer e Talaia d'en Cama) è un sito archeologico che appartiene alla civiltà talaiotica e data dell'età del ferro, situato vicino alla località di Cala Llombards (Santanyí, Maiorca). Sebbene è fortemente alterato, detiene la considerazione di Bene di interesse culturale. La costruzione più caratteristica è il talaiot, una struttura megalitica a forma di torre, tenuta in buone condizioni.
Il diametro del talaiot è di 12 m all'esterno e 6 m all'interno. È alto più di 2 metri e conserva cinque corsi di enormi pietre nella parte meglio conservata. L'interno è pieno di macerie, ma la colonna polilitica è ancora in piedi, e anche l'ingresso con l'architrave in pietra. Il resto delle strutture sono parzialmente distrutte e coperte da macerie, e non sono state identificate in modo soddisfacente.
Il sito era densamente e totalmente ricoperto di foresta fino alla sua prima pulizia nel 2016 e 2017. Successivamente le strutture sono diventate visibili ed è iniziato il primo scavo, che consisteva principalmente nella rimozione delle macerie per rivelare le strutture. Dopo la campagna del 2020, la parete nord è stata totalmente scoperta e quella sud parzialmente rivelata; la sua parete orientale sostiene una cinta muraria antica, mentre quella occidentale ne sostiene una moderna (XIX secolo).